# Бонапарт перед сфинксом
«Бонапарт перед сфинксом» (фр. Bonaparte devant le Sphinx) — картина французского художника Жана-Леона Жерома, написанная им в 1867—1868 годах.

## История

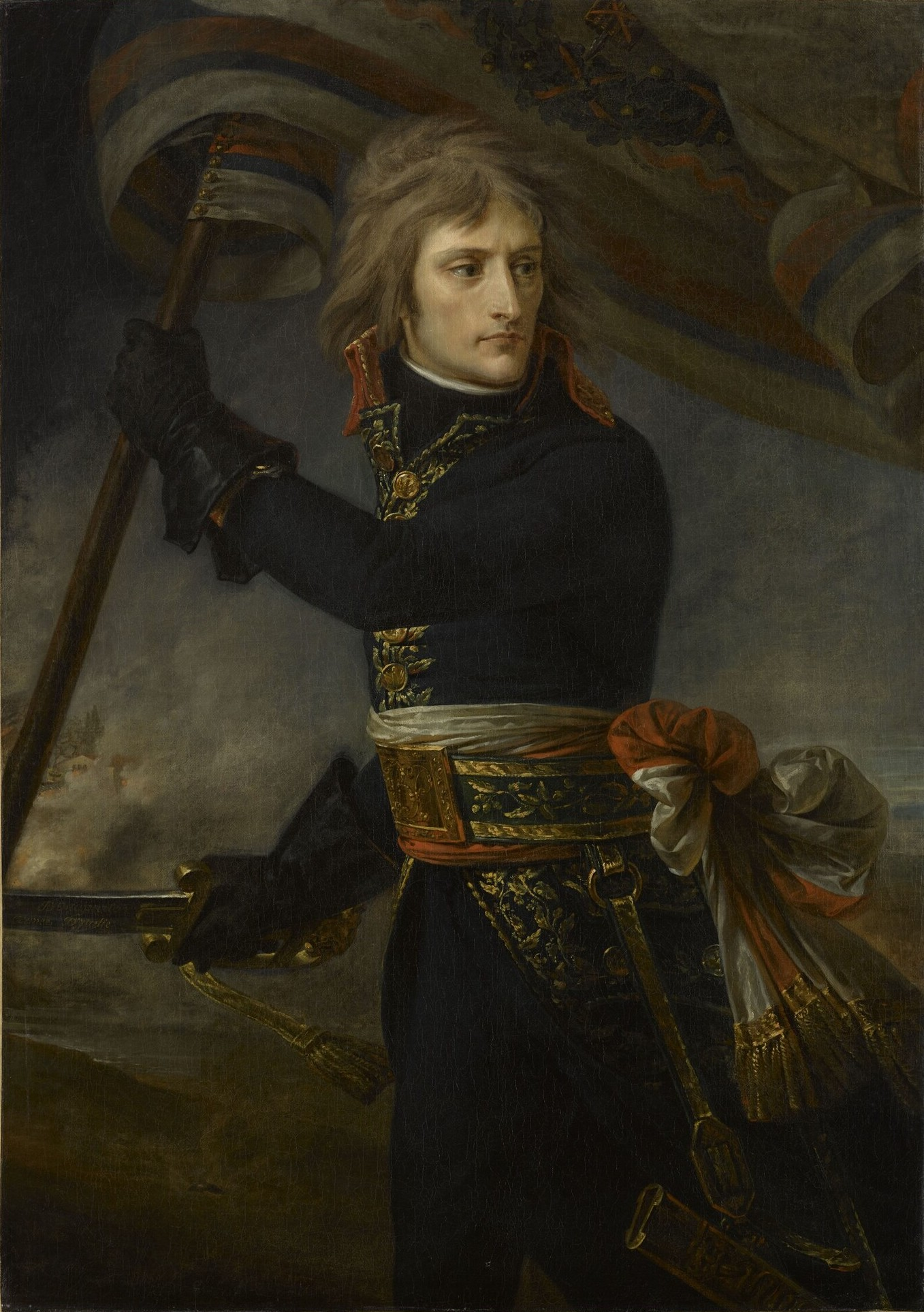
Портрет генерала Бонапарта кисти Антуана-Жана Гро

Через девять лет после начала Великой французской революции, 19 мая 1798 года 29-летний генерал Наполеон Бонапарт вместе со своей Армией Востока отплыл из Франции для похода в Египет. 1 июля он ступил на сушу и, легко победив силы мамлюков, заручился поддержкой широких слоёв населения, в том числе духовенства. Он планировал продвижение на восток для того, чтобы положить конец монополии Великобритании по торговле с Индией. Однако через четыре месяца жители Каира организовали восстание против французских войск, подавленное кровавыми репрессиями. В то же время армия стала более уязвимой со стороны британского флота, который под руководством вице-адмирала Горацио Нельсона победил силы Наполеона в битве на Ниле 1 августа 1798 года. Боевой дух французских войск ежедневно подрывался жарой, дизентерией и чумой. 19 марта 1799 года Наполеон предпринял захват Акры, затянувшейся на два месяца, в результате чего планы похода в Сирию были сорваны. Возвратившись в Каир, в битве при Абукире 25 июля 1799 года Наполеон победил армию Мустафы-паши из нескольких десятков тысяч османов. Обеспокоенный поступлением новостей на родину о том, что армия отступает на всех фронтах, а египетская кампания не достигла желаемой цели, 22 августа Наполеон тайно отплыл во Францию. 18 июня 1801 года французские войска сдали Каир, а 3 сентября Александрию, и к концу сентября эвакуировались из Египта.

## Контекст

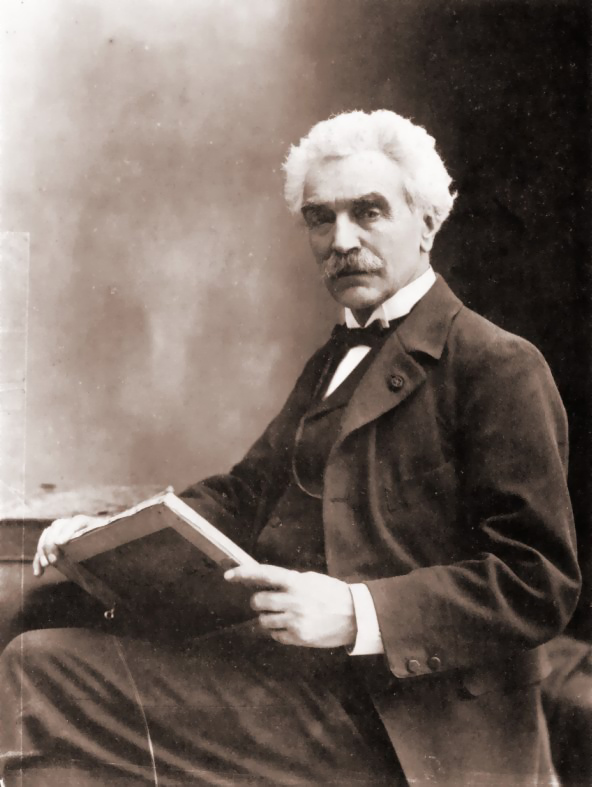
Жан-Леон Жером

Французский художник и скульптор Жан-Леон Жером (1824—1904), будучи известным в академической среде и пользуясь поддержкой правительства Франции, в своих картинах проявлял большую оригинальность, совмещая вместе свой любимый и старомодный классицизм с современным и объективным реализмом. С 1855 года Жером побывал в Египте не менее четырёх раз, каждый визит длился несколько месяцев. В последние годы Второй империи Жером вдохновляется легендами о Наполеоне, пытаясь совместить мифы о египетской кампании и исторические сюжеты с ориенталистической живописью. В преддверии столетия со дня рождения Наполеона в 1869 году, он пишет серию картин, изображающих генерала Бонапарта в Каире, в песках пустыни, перед мечетью — в качестве нового Александра Македонского, восхищавшегося величием исчезнувшей цивилизации.
В 1886 году Жером выставил картину «Бонапарт перед сфинксом» на Парижском салоне под названием «Эдип», проведя параллели между фиванским освободителем и французским героем. Там она была хорошо встречена критикой и названа «лучшей из его великого ряда исторических исследований».
В настоящее время картина находится в коллекции Херст-касла близ Сан-Симеона (штат Калифорния, США).

## Описание

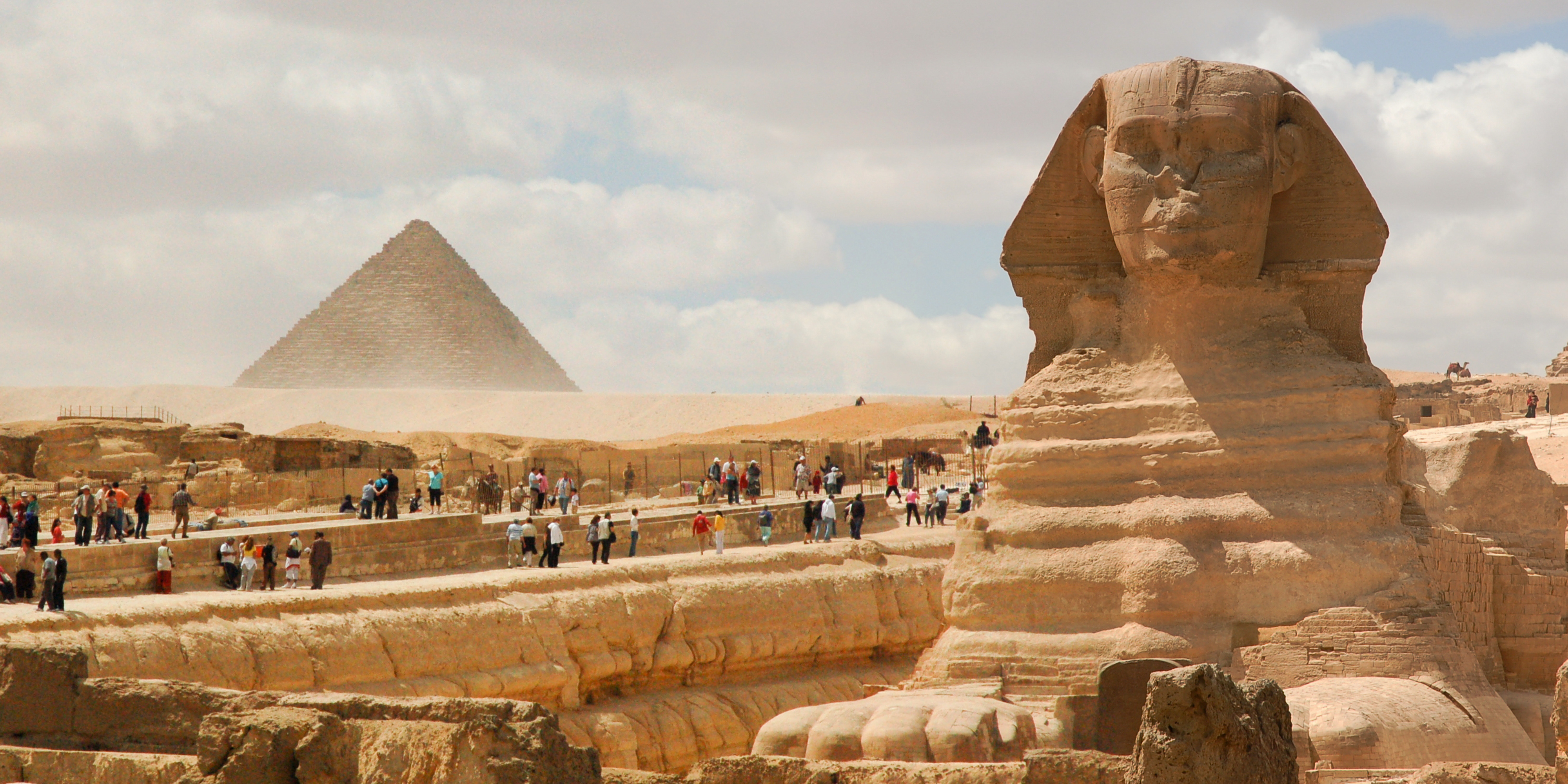
Большой Сфинкс в наши дни, очищенный от песка

Молодой Бонапарт, положив правую руку на бедро, верхом на коне, стоящем на каменном мысе, замер в созерцании перед огромным и выветренным лицом сфинкса — памятника титанических амбиций, забытых правителей, исчезнувших цивилизаций. На заднем плане низкое дневное солнце бросает свет на марширующие по пустынной равнине армии у лагеря на фоне цепи гор, уходящих в прозрачное безоблачное небо. Посреди песков Бонапарт в одиночестве обдумывает свои будущие грандиозные планы по изменению истории перед руинами некогда великой скульптуры, как будто бы общаясь со сфинксом, по сравнению с которым полководец выглядит незначительным человеком, но только лишь потому, что всё великое у него впереди.
Жером сознательно не изобразил пирамиды рядом со сфинксом, занимающим половину композиции, вытеснив их за угол картины, чтобы подчеркнуть противостояние и уединение Бонапарта с загадочным колоссом и не отвлекать зрителя никакими другими деталями. Он подобрал смесь холодных и теплых цветов, создав тонкую и загадочную игру теней, неопределенность горизонта, а также контраст между величественной неподвижностью черт каменного лица и гордой внешностью Наполеона, в уме сравнивавшего свои триумфы и жажду бессмертной славы в деяниях фараонов древности, сделавших имя путём строительства таких памятников. Жером подчеркнул последние мгновения перед знаменитой битвой 21 июля 1798 года французской армии против мамлюков Мурад-бея — хвост коня под Наполеоном вздрагивает, его помощники суетливо маячат в тени в левом углу, а войска на заднем плане осуществляют манёвры.